# Pedro Correia Marques
Pedro Correia Marques (ur. 26 kwietnia 1890, zm. 1972) – portugalski dziennikarz.

## Życiorys
Pedro Correia Marques urodził się w São Pedro de Rates na północy Portugalii. Kształcił się w szkole prowadzonej przez benedyktynów, był także w nowicjacie. W 1910 roku brał udział w rewolucji portugalskiej po stronie monarchistycznej, za co przez pewien czas przebywał w więzieniu. Karierę rozpoczął w katolickim czasopiśmie „Rosário”. W 1919 roku został redaktorem naczelnym „A Época”. Pod koniec lat 30. był redaktorem naczelnym dziennika „A Voz” („Głos”), cieszącym się największą liczbą prenumeratorów w Portugalii. Jako ceniony dziennikarz podróżował po Europie, odwiedził wówczas także Polskę.
Po wybuchu II wojny światowej „A Voz” na bieżąco donosiła o brutalności Niemców w Polsce, w tym łapankach, masowych rozstrzeliwaniach, prześladowaniach duchowieństwa. Marques napotykał na opór cenzury oraz nieprzychylność środowiska dziennikarskiego i władz, ponieważ Portugalia, jako państwo neutralne, ale rządzone przez dyktatora António Salazara, dążyła do zachowania poprawnych relacji z III Rzeszą. Marquesa wspierało lizbońskie przedstawicielstwo rządu RP na uchodźstwie, przekazując mu materiały o aktualnej sytuacji w Polsce. Opierał się także na relacjach brytyjskich oraz zagranicznych korespondentów z Europy Środkowo-Wschodniej.
Po wybuchu powstania warszawskiego w praktycznie każdym wydaniu „A Voz” publikowano relacje z Warszawy, nieraz na pierwszej stronie. W październiku 1944 roku, tuż po upadku powstania, Marques opublikował wielostronicową broszurę Varsóvia! Um caso de consciência internacional (Warszawa! Przypadek międzynarodowego sumienia). Przedstawił w niej informacje o okrucieństwach Niemców, cynizmie Sowietów oraz bierności zachodnich aliantów. Broszurę przekazał najważniejszym osobom w Portugalii, w tym premierowi Salazarowi. Mimo że jak na ówczesne standardy teksty Marquesa cieszyły się dość dużą pobłażliwością ze strony cenzury, naciski dyplomatów III Rzeszy doprowadziły do częściowej konfiskaty nakładu publikacji. Skargi niekiedy były kierowane także przez Brytyjczyków.
Jak uzasadniał w liście do polskiego ministra spraw zagranicznych Stanisława Kota:

Bronię sprawiedliwości i prawa Narodów, a szczególnie bronię Polski, gdyż jej prawa i należna sprawiedliwość są wyjątkowo naruszane w porównaniu z innymi uciemiężonymi krajami Europy i świata […]. Chciałbym przytoczyć łacińską maksymę – amicus Plato, magis amica veritas [przyjacielem mym Platon, lecz większą przyjaciółką jest prawda].

Także po zakończeniu wojny Marques publikował teksty zwracające uwagę na sytuację w Polsce, w tym krzywdzące włączenie jej do bloku sowieckiego.

## Odznaczenia
W 1946 roku władze emigracyjne RP odznaczyły go Orderem Odrodzenia Polski.
W 1971 roku otrzymał portugalski Order Infanta Henryka w klasie Wielkiego Oficera.
Wyróżniony także portugalskim Krzyżem Oficerskim Orderu Chrystusa.
W 2021 roku Pedro Correia Marques „za heroiczną postawę w niesieniu pomocy Polakom będącym ofiarami systemów totalitarnych XX wieku, za wybitną odwagę w obronie ludzkiej godności i człowieczeństwa” otrzymał Medal Virtus et Fraternitas. Wyróżnienie w następnym roku odebrali jego wnukowie.